# Sullivan (krater på Venus)
Sullivan är en nedslagskrater på planeten Venus. Sullivan har fått sitt namn efter den amerikanska läraren Anne Sullivan.
Kratern har en diameter på ungefär 32 km.